# George Panikulam
George Panikulam (* 26. Oktober 1942 in Puthenchira, Indien) ist syro-malabarischer Erzbischof und Diplomat des Heiligen Stuhls.

## Leben
George Panikulam empfing am 11. März 1967 durch den Bischof von Trichur, George Alapatt, das Sakrament der Priesterweihe.
Am 4. Dezember 1999 ernannte ihn Papst Johannes Paul II. zum Titularerzbischof von Caudium und bestellte ihn zum Apostolischen Nuntius in Honduras. Die Bischofsweihe spendete ihm der Papst selbst am 6. Januar 2000; Mitkonsekratoren waren der Substitut des Staatssekretariates, Giovanni Battista Re, und der Sekretär der Kongregation für die Evangelisierung der Völker, Marcello Zago OMI.
Am 3. Juli 2003 wurde George Panikulam Apostolischer Nuntius in Mosambik. Papst Benedikt XVI. bestellte ihn am 28. Oktober 2008 zum Apostolischen Nuntius in Äthiopien, Sonderbeauftragte bei der Afrikanischen Union und zum Apostolischen Delegaten in Somalia. Am 18. Dezember desselben Jahres wurde George Panikulam zudem zum Apostolischen Nuntius in Dschibuti ernannt.
Papst Franziskus ernannte ihn am 14. Juni 2014 zum Apostolischen Nuntius in Uruguay. Mit Erreichen der Altersgrenze von 75 Jahren nahm der Papst im Oktober 2017 seinen Rücktritt an.